# Lucija Zaninović
Lucija Zaninović (Spalato, 26 giugno 1987) è una taekwondoka croata, medaglia di bronzo a Londra 2012 nella categoria −49 kg.
La sorella gemella Ana Zaninović è anch'essa una taekwondoka.

## Palmarès

### Giochi olimpici

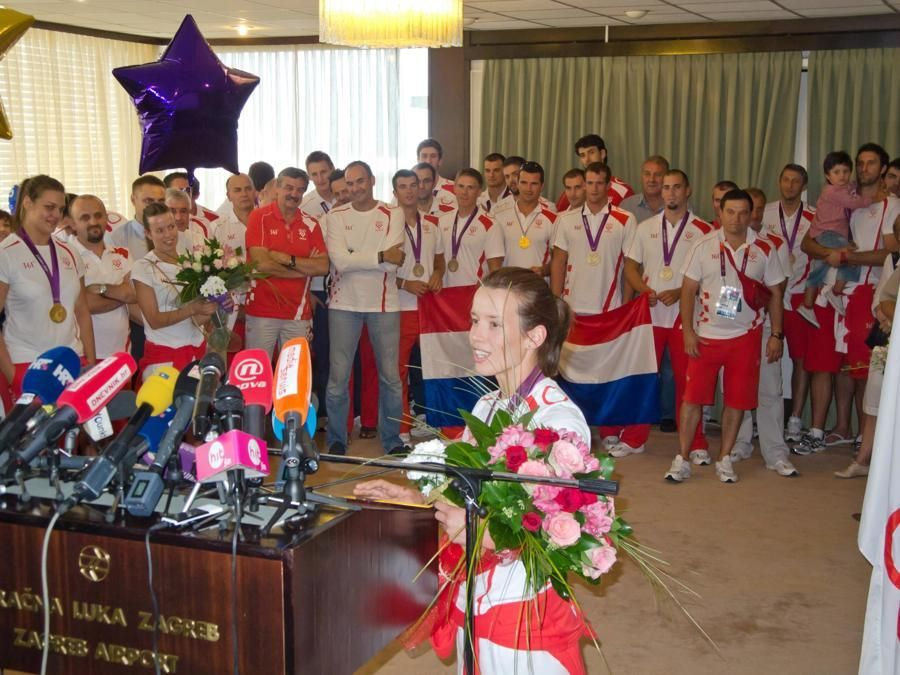
Lucija Zaninović, 2012

- Bronzo a Londra 2012

### Mondiali
- Bronzo a Puebla 2013

### Europei
- Oro a Campionati europei di taekwondo 2010
- Oro a Campionati europei di taekwondo 2012
- Bronzo a Campionati europei di taekwondo 2015
- Bronzo a Campionati europei di taekwondo 2016